# 소니 코퍼레이션 오브 아메리카
소니 코퍼레이션 오브 아메리카(영어: Sony Corporation of America)는 소니의 미국 자화사이다. 소니 코퍼레이션 오브 아메리카의 본사는 뉴욕에 있으며 미국의 모든 소니 계열의 회사는 소니 코퍼레이션 오브 아메리카 밑에 두었다.

## 소니 코퍼레이션 오브 아메리카의 자회사
- 소니 전자 (Sony Electronics Inc.)
- 소니 엔터테인먼트 (Sony Entertainment Inc.)
  - 소니 픽처스 엔터테인먼트 (Sony Pictures Entertainment Inc.)
    - 콜롬비아 트라이스타 모션 픽처 그룹 (Columbia TriStar Motion Picture Group)

  - 소니 뮤직 엔터테인먼트
  - 소니/ATV 뮤직 퍼블리싱 (Sony/ATV Music Publishing LLC) - 50% 차지
- 소니 컴퓨터 엔터테인먼트 아메리카 (Sony Computer Entertainment America Inc.)
  - 소니 온라인 엔터테인먼트 (Sony Online Entertainment LLC)
- 소니 커넥트 (Sony Connect Inc.)
- MGM 홀딩즈 (MGM Holdings, Inc.) - 20% 차지